# Nouveau prix académique de littérature
Le nouveau prix de littérature de l'Académie est créé en 2018 alternativement au prix Nobel de littérature, qui n'a pas été décerné en 2018 (il l'est rétroactivement en 2019). Le lauréat est annoncé le 12 octobre 2018. La Nouvelle Académie est ensuite dissoute en décembre 2018. 
Après avoir sollicité les votes du public sur 47 candidats nommés par des bibliothécaires suédois, la Nouvelle Académie annonce que les quatre finalistes du prix sont Maryse Condé, Neil Gaiman, Haruki Murakami et Kim Thúy. 
Le 17 septembre 2018, Murakami demande le retrait de sa candidature, affirmant qu'il souhaitait « se concentrer sur l'écriture, à l'abri de l'attention des médias ».
Le Nouveau prix de littérature est décerné à Maryse Condé. Le jury a motivé son choix en insistant, particulièrement, sur la dimension postcoloniale de son œuvre.